# Palm City
Palm City é uma Região censo-designada localizada no estado americano de Flórida, no Condado de Martin.

## Demografia
Segundo o censo americano de 2000, a sua população era de 20.097 habitantes.

## Geografia
De acordo com o United States Census Bureau tem uma área de
42,9 km², dos quais 37,9 km² cobertos por terra e 5,0 km² cobertos por água. Palm City localiza-se a aproximadamente 0 m acima do nível do mar.

## Localidades na vizinhança
O diagrama seguinte representa as localidades num raio de 16 km ao redor de Palm City.